# ちょうこくしつ座ベータ星
ちょうこくしつ座β星（ちょうこくしつざベータせい、β Sculptoris、β Scl）は、ちょうこくしつ座の恒星で、水銀・マンガン星に分類される化学特異星である。見かけの等級は4.37で、肉眼でみえる明るさである。年周視差に基づいて計算した太陽からの距離は、約174光年である。

## 特徴
ちょうこくしつ座β星はB型の化学特異星で、スペクトル型はB9.5 IVmnpeと分類される。化学特異星の中でも、水銀・マンガン星に属する恒星で、全体的に金属元素が過剰だが、特に水銀、マンガン、ストロンチウム、リン、カルシウムは太陽と比較して極端に存在量が大きい。一方で、ヘリウムは欠乏している。ちょうこくしつ座β星の質量は太陽の3倍程度、光度は太陽の80倍程度、表面温度は12,400K程度と推定されている。
キットピーク国立天文台における測光観測から、ちょうこくしつ座β星は明るさが4.35等から4.39等まで変化するとされ、変光星であることが疑われている。変光星総合カタログでは、変光星であるとすれば、りょうけん座α2型変光星であろうとされている。りょうけん座α2型に近い、おひつじ座SX型変光星とする意見もある。一方で、ヘルツシュプルング・ラッセル図上では不安定帯に近く、ゆっくり脈動するB型星（SPB星）の特徴を有し、脈動している可能性もあるとみられる。また、ちょうこくしつ座β星からは、フレアが検出されている。